# 韓呈愷
韓 呈愷（かん ていがい、ハン・チェンカイ、英語: Han Chengkai、1998年1月29日 - ）は、中華人民共和国の男子バドミントン選手。2021年に、23歳で現役を引退した。

## 経歴
ジュニア時代は、周昊東とペアを組み、世界ジュニア選手権、アジアジュニア選手権で優勝を果たした。
その後シニアレベルでも周昊東とペアを組む。フランス・オープンの決勝で、世界ランク1位のマルクス・フェルナルディ・ギデオン / ケビン・サンジャヤ・スカムルジョを破って優勝するなどして、世界ランクは最高5位まで上り詰めた。
2021年9月13日に、現役を引退した。